# Gazomia Nowa
Gazomia Nowa – wieś w Polsce położona w województwie łódzkim, w powiecie piotrkowskim, w gminie Moszczenica.
Wieś powstała w okolicach XVIII wieku. Na jej terenie przed założeniem znajdowały się pola uprawne gospodarzy z Gazomii Starej. 
| SIMC    | Nazwa   | Rodzaj     |
| ------- | ------- | ---------- |
| 0546489 | Gazomka | przysiółek |

W latach 1975–1998 miejscowość administracyjnie należała do województwa piotrkowskiego.